# Triterpeno
Os triterpenos são uma classe de compostos químicos compostos de três unidades terpeno com a fórmula molecular C  30 </ sub> H 48>; eles também podem ser considerados como consistindo de seis unidades de isopreno. Animais, plantas e fungos produzem triterpenos, incluindo esqualeno, o precursor de todos os esteróidess.

## Estruturas de Triterpenos
Os triterpenos existem em uma enorme variedade de estruturas com quase 200 esqueletos diferentes conhecidos de fontes naturais ou reações enzimáticas.
1. ↑  Eberhard Breitmaier (2006). «Triterpenes». Terpenes: Flavors, Fragrances, Pharmaca, Pheromones. [S.l.: s.n.] ISBN 9783527609949. doi:10.1002/9783527609949.ch6
2. ↑  Davis, Edward M.; Croteau, Rodney (2000). «Cyclization Enzymes in the Biosynthesis of Monoterpenes, Sesquiterpenes, and Diterpenes». Topics in Current Chemistry. 209: 53–95. doi:10.1007/3-540-48146-X_2

Estes podem ser amplamente divididos de acordo com o número de anéis presentes; Embora em geral estruturas pentacíclicas (5 anéis) tendem a dominar.
| Numero Aneis | Examplos         |
| ------------ | ---------------- |
| 0            | Esqualeno        |
| 1            |                  |
| 2            | Polypodatetraene |
| 3            | Malabaricane     |
| 4            | Lanostane        |
| 5            | Hopane           |
| 6            | Oleanane         |

## Triterpenóides
Por definição, os triterpenos são hidrocarbonetos e não possuem heteroátomos, os triterpenos funcionalizados deveriam ser chamados triterpenóides; Porém esta distinção não é sempre aderida na literatura científica, com os dois termos frequentemente sendo usados de forma intercambiável. Os triterpenóides possuem uma rica química e farmacologia (por exemplo, colesterol) com vários motivos pentacícos; Particularmente lupane, oleanano e ursano mostrando promessa como agentes anticancerígenos.